# Grijze heidezakdrager
De grijze heidezakdrager (Sterrhopterix fusca) is een vlinder uit de familie zakjesdragers (Psychidae). De wetenschappelijke naam van deze soort is voor het eerst geldig gepubliceerd in 1809 door Haworth.
De vlinder heeft een spanwijdte van 5 tot 6 millimeter. 
De soort komt voor in Europa. In Nederland is de soort zeldzaam.